# Iso Sapsama
Iso Sapsama är en sjö i Kiruna kommun i Lappland och ingår i Torneälvens huvudavrinningsområde. Sjön har en area på 0,44 kvadratkilometer och ligger 372,1 meter över havet.

## Delavrinningsområde
Iso Sapsama ingår i det delavrinningsområde (759500-178252) som SMHI kallar för Utloppet av Pikku-Sapsama. Medelhöjden är 386 meter över havet och ytan är 3,37 kvadratkilometer. Räknas de 2 avrinningsområdena uppströms in blir den ackumulerade arean 21,09 kvadratkilometer. Ruodusjoki som avvattnar avrinningsområdet har biflödesordning 6, vilket innebär att vattnet flödar genom totalt 6 vattendrag innan det når havet efter 409 kilometer. Avrinningsområdet består mestadels av skog (78 procent). Avrinningsområdet har 0,55 kvadratkilometer vattenytor vilket ger det en sjöprocent på 16,5 procent.